# Wuhan University
Wuhan University (chiń. 武汉大学) – uczelnia publiczna zlokalizowana w Wuhanie w Chinach. Została założona w 1893 roku.